# Plebeia julianii
Plebeia julianii är en biart som beskrevs av Jesus Santiago Moure 1962. Plebeia julianii ingår i släktet Plebeia och familjen långtungebin. Inga underarter finns listade i Catalogue of Life.